# レッド・ツェッペリン DVD
『レッド・ツェッペリンDVD』(英語: Led Zeppelin DVD)は、イギリスのバンド、レッド・ツェッペリンのライブ・パフォーマンスなどを収録したDVD2枚組映像/音楽作品。

## 概要
初期から中期、後期までの演奏を網羅し、さらにプロモ映像やインタビューをくわえたレッド・ツェッペリンの2枚組ライブDVD。
日本では2003年6月11日、アメリカでは5月27日、イギリスでは5月26日に発売された。プロデューサー、クリエイティブ・ディレクターはジミー・ペイジ。レーベル、発売元はワーナー。音声仕様はPCM Stereo/Dolby Digital 5.1/DTS 5.1で、収録時間は5時間20分に及ぶ。
Disc1は1970年1月9日ロイヤル・アルバート・ホールでの公演を中心に収録されており、主に初期の、バイタリティー溢れるライブ映像が収録されている。
Disc2は1979年ネブワース・フェスティバルを中心に中期から後期（1973〜1979年）にかけての彼らのライブの変遷の映像が収録されている。

## 収録曲

### Disc1

#### ロイヤル・アルバート・ホール（Royal Albert Hall）
- 収録日1970年1月9日

1. ウィア・ゴナ・グルーヴ（We Are Gonna Groove）3:14
2. 君から離れられない（I Can't Quit You, Baby）6:25
3. 幻惑されて（Dazed And Confused）15:10
4. ホワイト・サマー（White Summer）11:54
5. 強き二人の愛（What is and What Should Never Be）4:02
6. ハウ・メニイ・モア・タイムス（How Many More Times）20:02
7. モビー・ディック（Moby Dick）15:02
8. 胸いっぱいの愛を（Whole Lotta Love）6:03
9. コミュニケイション・ブレイクダウン（Communication Breakdown）3:40
10. カモン・エヴリバディ（C'mon Everybody）2:28
11. サムシング・エルス（Somethin' Else）2:02
12. ブリング・イット・オン・ホーム（Bring It On Home）7:33

- - 実際の演奏とは曲順が一部入れ替えられ、「ハートブレイカー」、「貴方を愛しつづけて」、「サンキュー」、「ロング・トール・サリー」の4曲が収録されていない。
  - 「ホワイト・サマー」は『コーダ（最終楽章）』収録の「ホワイト・サマー/ブラックマウンテンサイド」と同様のメドレー。
  - アンコールの2曲（「カモン・エヴリバディ」と「サムシング・エルス」）はエディ・コクランのカヴァー。

#### プロモーション・ビデオ（1969年）
- コミュニケーション・ブレイクダウン（Communication Breakdown）2:24

#### ダニッシュTV
- 1969年3月17日Gladsaxe Teen Clubにて収録

1. コミュニケーション・ブレイクダウン（Communication Breakdown）2:46
2. 幻惑されて（Dazed and Confused）9:09
3. ゴナ・リーヴ・ユー（Babe I'm Gonna Leave You）6:46
4. ハウ・メニイ・モア・タイムス（How Many More Times）12:20

#### スーパーショウ
- 1969年3月25日イギリス、ロンドン

幻惑されて（Dazed and Confused）7:31

#### Tous En Scene
- 1969年10月(7月19日？)フランス、パリ

1. コミュニケーション・ブレイクダウン（Communication Breakdown）2:51
2. 幻惑されて（Dazed and Confused）5:12

### Disc2

#### 移民の歌（合成）
- 移民の歌（Immigrant Song）4:03
- ・・映像は1972年オーストラリア、シドニー、演奏は『伝説のライヴ』収録のもの

#### マディソン・スクウェア・ガーデン
- 1973年7月27,28,29日 アメリカ、ニューヨーク

1. ブラック・ドッグ（Black Dog）5:30
2. ミスティ・マウンテン・ホップ（Misty Mountain Hop）4:50
3. 貴方を愛しつづけて（Since I've Been Loving You）8:03
4. オーシャン（The Ocean）4:16

- ・・映画『レッド・ツェッペリン狂熱のライヴ』のアウトテイク

#### アールズ・コート
- 1975年5月24,25日 イギリス

1. カリフォルニア（Going to California）4:41
2. ザッツ・ザ・ウェイ（That's the Way）6:04
3. スノウドニアの小屋（Bron-Yr-Aur Stomp）5:31
4. 死にかけて（In My Time of Dying）11:14
5. トランプルド・アンダーフット（Trampled Underfoot）8:14
6. 天国への階段（Stairway to Heaven）10:32

#### ネブワース
- 1979年8月4日 イギリス

1. ロックンロール（Rock and Roll）3:47
2. 俺の罪（Nobody's Fault But Mine）5:45
3. シック・アゲイン（Sick Again）5:08
4. アキレス最後の戦い（Achilles Last Stand）9:03
5. イン・ジ・イブニング（In The Evening）7:56
6. カシミール（Kashmir）8:50
7. 胸いっぱいの愛を（Whole Lotta Love）7:06

#### ニューヨークNBCスタジオ（1970年）
- 記者会見（ペイジとプラントのみ）3:26

#### シドニーショウグラウンド（1972年）
- ロックンロール（Rock and Roll）3:06

#### ABC番組『Get To Know』
- インタビュー（プラント＆ボンゾ）

#### BBC番組『Old Grey Whistle Test』
- インタビュー（プラント）3:47

#### リマスターズ用プロモーション素材
- 丘の向こうに（Over the Hills and Far Away）4:49
- トラベリング・リバーサイド・ブルース（Travelling Riverside Blues）4:12